# Australopithecus bahrelghazali
Australopithecus bahrelghazali je izumrli hominin kojeg je prvi otkrio paleontolog Michel Brunet 1995. godine u dolini Bahr el Ghazal blizu nalazišta Koro Toro u Čadu. Brunet je tom primjerku dao nadimak Abel. Starost mu je utvrđena radiometrijskim datiranjem izotopa berilija, te je izmjereno da je živio prije 3,6 milijuna godina.
Primjerak se sastoji od djelića čeljusti, drugog donjeg sjekutića, oba donja očnjaka i sva četiri kutnjaka, još uvijek vezana za zubne čašice. Pravi naziv tog primjerka je KT-12/H1, a "Abel" je neslužbeni naziv, posveta Brunetovom preminulom kolegi Abelu Brillanceau. Ti ostaci locirani su 2500 kilometara zapadno od istočnoafričke Velike rasjedne doline.
Čeljust KT-12/H1 ima osobine slične zubima vrste Australopithecus afarensis, to je navelo istraživače kao što je William Kimbel na tvrdnju da je Abel primjerak zasebne vrste, ali "potpada unutar raspona varijacije" vrste Australopithecus afarensis. Brunet i njegov tim 1996. klasificirali su KT-12/H1 kao holotip vrste Australopithecus bahrelghazali. Tu tvrdnju teško je potkrijepiti dokazima, jer su opisivači zadržali KT-12/H1 dalje od opće paleoantropološke zajednice, što se kosi s Međunarodnim kodeksom zoološke nomenklature iz 1999. godine.
Ta je vrsta za neke misterija jer je jedini fosil australopitecina pronađen u Središnjoj Africi. Veoma je bitan i zato što je prvi fosil koji je pokazao da je geografski moguć i "treći prozor" evolucije ranih hominida.

## Vanjske poveznice
- Australopithecus bahrelghazali na stranicama Sveučilišta Columbia u New Yorku, pristupljeno 7. srpnja 2014.